# Імені Рисбека-батира
імені Рисбе́ка-бати́ра (каз. Рысбек батыр а.а.) — село у складі Жуалинського району Жамбильської області Казахстану. Входить до складу Боралдайського сільського округу.
У радянські часи село називалося Луначарське, до 1993 року — Шубаргаш.
Населення — 457 осіб (2021; 723 у 2009, 681 у 1999, 547 у 1989).